# Anís estrellat
L'anís estrellat, també conegut amb altres noms populars com badiana o badiana de la Xina, gràcies a la forma en estel del seu fruit, és un arbre de la família de les illiciàcies que fa de 2 a 5 m d'altura, amb una escorça blanquinosa. Exhala una agradable aroma molt semblant a la de l'anís verd, encara que molt més intensa.

## Distribució
L'anís estrellat és originari del sud de la Xina, de Corea i del Japó, llocs on era sembrat en els temples i cementiris utilitzant-ne l'escorça en encens per a combatre el reumatisme.
Actualment, és cultivat al sud-est dels Estats Units i en altres zones càlides i humides del continent d'Amèrica. A Europa també es conrea, encara que es va introduir a la fi del segle xvii.

## Descripció morfològica
La planta de l'anís estrellat és un arbre perenne de color verd que pot arribar a fer 5 metres d'alt, i pel seu aspecte és molt semblant al llorer. Es caracteritza per la formació de diversos ramells, els quals es componen d'un nombre variable que es formen a l'extrem d'una rama comuna. Aquest conjunt de ramells es diuen umbel·la.
Aquesta planta medicinal exhala una aroma molt semblant a la de l'anís comú, encara que és molt més forta.
Les seves fulles són senceres i lanceolades, en forma d'estel.
Les flors creixen solitàriament, presenten de 15 a 20 pètals de color verd-groguenc o rosat, amb interacció espiral.
El fruit té un color marronós i es troba format per la unió de 6 a 8 fol·licles en forma de barca que s'insereixen com un estel sobre un pecíol central. Presenten una sola llavor ovoide, comprimida i brillant per fol·licle. És el fruit que dona nom a la planta d'anís estrellat, gràcies a la seva forma característica.

## Farmacologia
La droga és el fruit sec de la planta, el qual ha de tenir com a poc 70 mg/kg d'olis essencials.

### Composició química
- Olis essencials (5-8%) (monoterpens: t-anetol (80-90%), felandrè, cineol, estragol, fencona, anisaldehid, safrol, limonè, alfa-pinè, linalol).
- Àcid cafeic
- Àcid quínic
- Àcid sikímic
- Flavonoides (rutina, glucòsids del kempferol)
- Tanins: presenta importants quantitats de catèquics
- Triterpè|triterpens

### Accions farmacològiques
- Carminatiu: l'oli essencial relaxa el múscul llis dels esfínters, afavorint així l'eliminació de gasos.
- Antiespasmòdic: l'oli essencial exerceix un efecte relaxant del múscul llis gastrointestinal i bronquial.
- Expectorant: l'oli essencial actua directament sobre l'epiteli bronquial, exercint un efecte irritant i augmentant la producció de secrecions bronquioalveolars.
- Antisèptic
- Antidiarreic

És utilitzat molt com a corrector organolèptic d'olors i sabors. En un ús extern és parasiticida.

### Ús medicinal
- Afeccions respiratòries
- Dispèpsia hiposecretores
- Espasmes d'algunes vísceres com l'estómac, l'intestí, l'úter...
- Flatulència, a causa d'una acumulació de gasos
- Gastroenteritis
- Constipats i bronquitis

A més, l'anís estrellat és la font industrial de l'àcid shíkimic, ingredient primari utilitzat per a crear el medicament antigripal Tamiflu. Aquest àcid s'obté de les llavors i es converteix en un epòxid, una forma d'alcohol. Aquest procés requereix tres etapes químiques desenvolupades a baixa temperatura. S'ha comprovat que aquest medicament té gran importància per a lluitar contra la grip aviar.

### Ús alimentari
L'anís estrellat és utilitzat en forma de te a fi tractar els còlics i el reumatisme, i les llavors són mastegades després d'un dinar per tal de fer la digestió més lleugera. Gràcies a aquest poder carminatiu és molt utilitzat en nens petits i fins i tot, en lactants.

### Ús com a espècia
En les arts culinàries de la Xina és utilitzat com a espècia per a donar un cert gust a alguns plats elaborats. Aquest forma part de "la pols de les cinc espècies", compost format per anís estrellat, canyella, pebre negre o pebre de Sechuan, embolcall de la mandarina i gingebre. A la part occidental també s'utilitza com a espècia per a donar certes aromes als plats. És també un dels ingredients usats per a fer el brou per a la sopa de tallarines vietnamita dita phở. A França, gràcies als seus olis essencials, s'utilitza en begudes exòtiques com el pastís.

### Ús terapèutic i dosis
Actualment, la dosi màxima recomanada s'estableix en:
- Infusió (fruits): 1g/got. Un got després dels dinars.
- Pols: 1-2g/dia, en càpsules de 300mg.
- Extracte fluid (1:1): 10-30 gotes, una a tres vegades al dia.
- Tintura (1:5): 30 a 60 gotes, entre una i tres vegades al dia.
- Extracte sec (5:1): 100 a 300mg/dia.

### Toxicitat
La infusió d'anís estrellat per a nadons pot produir-los una intoxicació.
Com la majoria de les plantes medicinals, l'anís estrellat en la dosi recomanada no produeix cap mena de toxicitat, és acceptada com una planta de consum alimentari; tanmateix, s'ha de considerar una planta tòxica a elevades dosis, per la presència d'essència en la seva composició. Els seus efectes secundaris són efectes narcòtics, deliris, anestesia o convulsions.
Moltes vegades aquesta intoxicació és produïda per la confusió de l'anís estrellat amb altres espècies semblants com l'anomenada Illicium religiosum, Illicium japonicum o Illicium anisatum, molt rica en alcaloides tòxics com la shikimina i la shikitoxina, que presenten una acció estupefaent i cardiotòxica. Per a poder-les diferenciar cal tenir en compte el contingut alcohòlic i la seva tintura.

## Observacions
L'any 2001, el Ministeri de Sanitat va decidir de retirar l'anís estrellat del mercat, el qual es venia com a infusions pels nadons.
Posteriorment al 2003, la Direcció d'Aliments i Fàrmacs dels Estats Units, també va recomanar d'evitar el consum d'infusions d'anís estrellat a causa de l'associació del consum de la planta amb diverses crisis convulsives, vòmits i agitacions. La FDA va donar l'alarma en raó de la dificultat de diferenciar a cop d'ull l'anís estrellat amb una altra espècie procedent del Japó molt semblant, la qual és tòxica.

## Galeria d'imatges

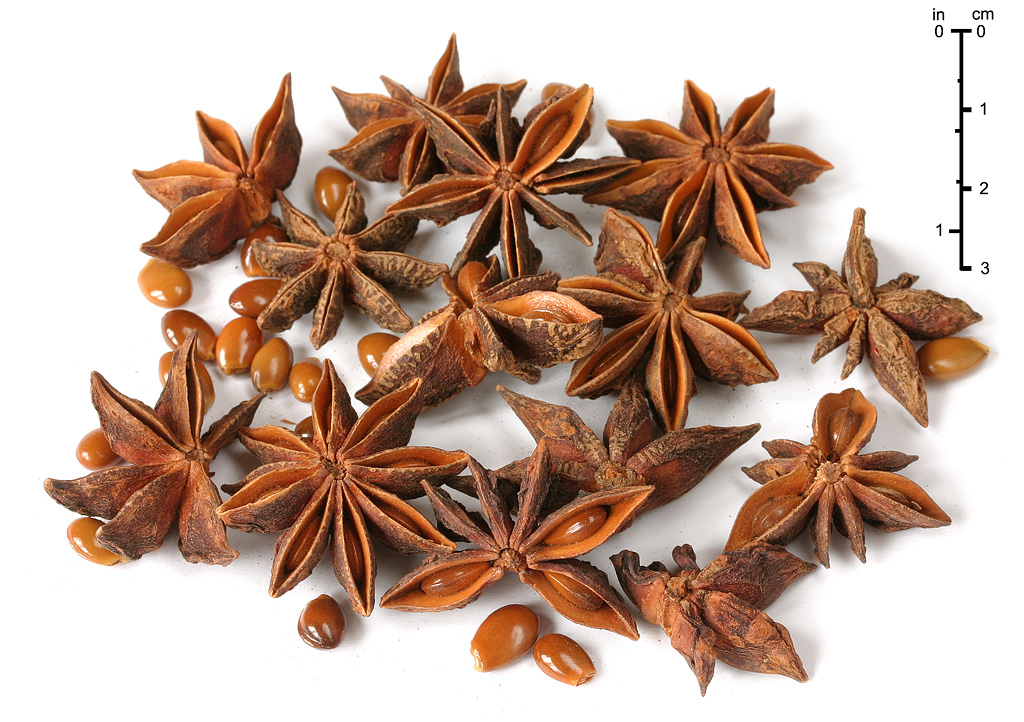
Fruits
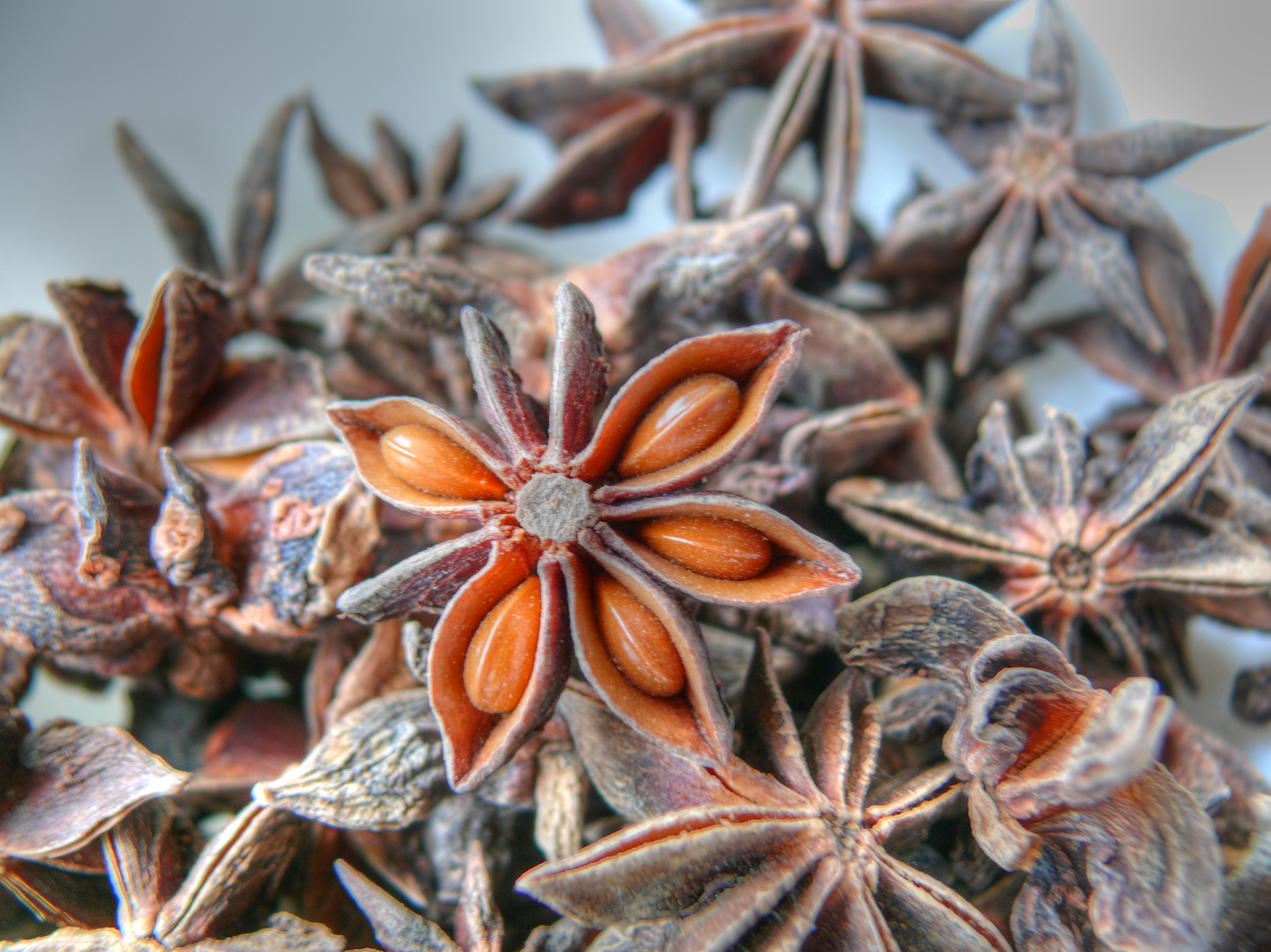
Llavors
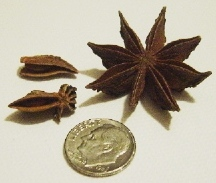
Fruit i llavors extretes